# Javier Cabezas Montemayor
Javier Cabezas Montemayor (Madrid, 1 de febrero de 1891, ibidem 16 de febrero de 1958) fue un diplomático, licenciado en Derecho y en Filosofía y Letras, y reconocido zootecnista español especializado en la apicultura, autor de numerosos ensayos sobre el tema en diversas publicaciones sobre el mundo de las abejas.

## Biografía
Procedente de una familia acomodada, residió largas temporadas en París, Londres y Roma, siendo el francés, el inglés y el italiano, los idiomas usados durante toda su juventud. Licenciado en derecho en Madrid, a los diecinueve años, en 1902 se incorporó al Colegio de Abogados de Madrid. Fue uno de los fundadores, junto con Salvador Crespo de la Universidad Popular de Madrid en 1904, donde desarrolló una actividad docente siendo elegido secretario dos años después, cargo que desempeñó a lo largo de ocho años.
Apasionado del tiro y la esgrima, donde obtuvo notables calificaciones; no obstante, su gran pasión fue el excursionismo y el alpinismo, colaborando durante cinco años en el diario madrileño El Sol, donde publicó semanalmente la sección «Un itinerario cada semana».
Al estallar la guerra de Melilla en 1909, se incorporó como voluntario y fue destinado al Regimiento Saboya número 6 y el 19 de septiembre obtuvo la Cruz al Mérito Militar con distintivo rojo. El 22 de septiembre fue herido tras el cerco de Zeluán, abandonando la tienda hospital para unirse a sus compañeros tras un nuevo ataque, recibiendo una segunda Cruz con distintivo rojo. El 18 de octubre se le nombró cabo y tras una nueva acción defensiva, recibió su tercera Cruz roja. Tras la toma del monte Segangán, recibió su cuarta Cruz roja. Finalizada la guerra en diciembre, solicitó la licencia y regresó a Madrid.
En 1908 perteneció al Cuerpo Técnico de Pósitos, donde fue Jefe de Administración de primera clase, y en 1912 se le concedió la Encomienda del Mérito Agrícola.
Fue inspector voluntario del Patronato de Protección a la Infancia. Al fundarse los Exploradores de España en 1912, se incorporó como jefe de la tropa de La Latina, jefe de grupo de preparación militar y Secretario General adjunto del Consejo Nacional.
Se aficionó a la apicultura, junto a su esposa María Estremera, con la lectura de las obras de Lorenzo Langstroth en 1917, y comenzó instalando tres colmenas en su jardín, otra acristalada en el comedor, y una quinta en su despacho. Montó su primer colmenar de exploración en Urda, y en la Exposición de Madrid de 1922 ganó las medallas de oro y plata. Su más notable logro, tras arduas investigaciones sobre vida y patología de las abejas, fue la cura de la loque europea. Participó activamente en la revista Valencia Avícola donde dejó 55 artículos. 
El 1930 recibió la Cruz de Caballero de la Orden de Alfonso XII.

## Obras
- Cartilla de apicultura movilista, Muñoz. - Imp. Papelería, Huelva, 1942.
- Colmenas plurirreinas, Números 4-54 de Hojas divulgadoras, Ministerio de Agricultura, Publicaciones de Capacitación Agrícola, Madrid, 1954.
- Colmena fuerte, cosecha abundante: Nuevo método para evitar la pérdida de enjambres, Segunda edición, Madrid, 1961.
- Apicultura práctica: (cartilla del colmenero), Volumen 5 de Cartillas rurales, Publicaciones de Capacitación Agraria, autor Javier Cabezas, Segunda edición, Ministerio de Agricultura, 1966, Depósito legal: M 8527-1966